# 인경현비
인경현비 이씨(仁敬賢妃 李氏, 생몰년 미상)는 고려 문종의 제3비이며 문하시중 이자연의 둘째 딸이다. 인예왕후의 동생이며, 인절현비의 언니이다. 본관은 인주이다.

## 가족 관계
- 아버지 : 이자연(李子淵, 1003~1061)
- 어머니 : ?
  - 언니 : 인예순덕왕후(仁睿順德王后, ? ~1092)
  - 동생 : 인절현비(仁節賢妃 ? ~1082)
  - 남편 : 문종(文宗, 1019~1083)
    - 아들 : 양헌왕(禳憲王, ? ~1099) 사후 조선국 양헌왕에 추증되었다.
      - 손자: 강릉공(江陵公, ? ~1146) 의종비 장경왕후 명종비 광정왕후 신종비 선정왕후의 아버지

    - 아들 : 부여공(扶餘公, ? ~1112)
    - 아들 : 진한공(辰韓公, ? ~1099)

## 같이 보기
- 인예왕후
- 사숙왕후
- 조선공